# Luciano Scotti
Luciano Scotti (Vittuone, 9 dicembre 1885 – Vittuone, 21 dicembre 1956) è stato un imprenditore e politico italiano.

## Biografia
Luciano Scotti nacque il 9 dicembre 1885 a Vittuone, figlio primogenito del cavalier Annibale, all'epoca sindaco della città, e Ida Turrini. Intrapresi gli studi di ingegneria elettrotecnica, si laureò al politecnico di Milano nel 1909. Si sposò quindi con Giulia Casanova, figlia di Antonio, un avvocato che nel 1885 era riuscito a conseguire per sé e per i propri discendenti un titolo nobiliare e che dal 1891 era divenuto uno dei principali azionisti della Società Ceramica Italiana assieme al cognato, Tommaso Bossi, che fu presidente e direttore dell'azienda sino al 1916 nonché sindaco della città di Laveno dal 1898 al 1906. Il giovane Scotti venne introdotto dal suocero nel settore dell'azienda di cui era azionista, riuscendo a farlo eleggere dapprima vicepresidente e dal 1931 presidente della Confederazione Nazionale Fascista Industriali Ceramisti. Forte sostenitore del fascismo, Roberto Farinacci, segretario nazionale del partito fascista, lo omaggerà personalmente della tessera del partito ad honorem.
Sempre su suggerimento del suocero, nel 1915 acquistò 500 azioni della Società Ceramica Italiana e risultò quindi eletto nel consiglio di amministrazione. Nel 1916 assunse anche la carica di direttore generale e sfruttando il periodo di ripresa seguito alla fine della prima guerra mondiale, avviò una sapiente opera di ristrutturazione dell'intera azienda, portandone il capitale in meno di sette anni da 900 000 a 9 000 000 di lire. Sua era anche l'idea di costruire altri distaccamenti che fossero maggiormente vicini a Milano per entrare in contatto col commercio della metropoli, ma questo progetto dovette essere abbandonato.
La sua realtà industriale, fortemente condizionante per l'abitato di Laveno, lo indusse a candidarsi sindaco vincendo le elezioni nel 1924 e divenendo dal 1927 il primo podestà del neonato comune di Laveno Mombello. Dovette rinunciare alla carica di sindaco nel 1934 quando questa gli venne proibita dalla legge per il divieto del cumulo delle cariche politiche, allorché era stato eletto al parlamento italiano ove rimase per tre legislature consecutive, dal 20 aprile 1929 al 2 agosto 1943 quando, caduto il fascismo, dovette dimettersi. Catturato e processato dai partigiani, venne rilasciato perché sebbene fascista gli venne riconosciuto di aver aiutato numerosi partigiani durante le lotte nel lavenese.
Dopo la fine della guerra, Scotti si dedicò ad opere sociali e di sostegno e per questo creò una piccola azienda agricola in cui occupare ex militari e persone in difficoltà che avevano perduto il lavoro per cause belliche. Costituì inoltre una scuola professionale per ceramisti ed una colonia marina a Marina di Pietrasanta. Si dedicò anche al collezionismo di opere d'arte e tra gli altri quadri di pregio che adornarono la sua collezione milanese acquistò anche Il cavaliere in nero di Giovanni Battista Moroni che venne poi lasciato per testamento dal figlio Dr. Annibale al Museo Poldi Pezzoli di Milano nel 2002.
Morì a Vittuone il 21 dicembre 1956, lasciando le redini dell'azienda di famiglia al figlio Annibale. A Laveno oggi si trova una scuola elementare a lui dedicata.